# ريخان (مقاطعة دورة)
ريخان (بالفارسية: ریخان) هي قرية تقع في قسم دورة الريفي (مقاطعة دورة) في إيران. يقدر عدد سكانها بـ 480 نسمة .